# Veikko Vainio
Simo Veikko Vainio, född 1 april 1915 i Kexholm, död 23 augusti 2007 i Helsingfors, var en finländsk industriman. 
Vainio blev vicehäradshövding 1941 och ekonomie magister 1955. Han var avdelningschef vid Suomen Maanviljelijäin Kauppa Oy 1947–1955, administrativ direktör i Metsäliitto 1955–1964, koncernchef för Raision Tehtaat Oy 1965–1973 och koncernchef för Metsäliittokoncernen 1973–1980. Han tilldelades bergsråds titel 1970.

## Utmärkelser
- Kommendörstecknet av Finlands Vita Ros’ orden,  6 december 1975[3]
- Vinterkrigets minnesmedalj[4]
- Minnesmedalj för deltagande i 1941-1945 års krig[4]

[Redigera Wikidata]